# Muro di John Lennon
Il Muro di John Lennon (in ceco Lennonova zeď) è un muro che si trova a Praga, capitale della Repubblica Ceca.

## Descrizione

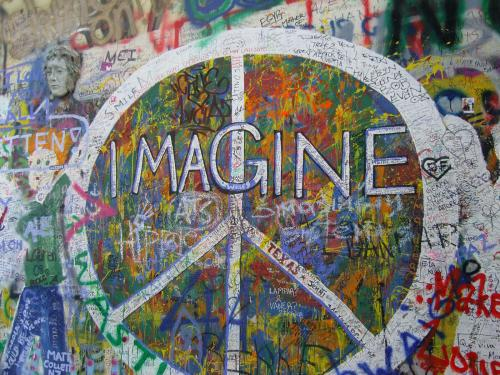
Il simbolo della pace sul Muro con il titolo della canzone di Lennon Imagine

Inizialmente era nato come semplice muro cittadino, ma in seguito alla morte del cantante inglese nel dicembre del 1980, divenne un simbolo di pace e libertà per la popolazione, soprattutto i giovani, che iniziarono a riempirlo con graffiti e disegni ispirati a John Lennon, nonché con frasi tratte da canzoni dei Beatles. Il regime comunista, allora al potere nel paese, non gradiva la presenza del muro, che era ben presto diventato un fondamentale punto di riferimento dal punto di vista politico e sociale per i giovani di Praga, che continuavano a riempirlo di frasi e disegni, ai quali ben presto fecero compagnia quelli dei giovani provenienti da ogni parte del mondo, che, venendo a Praga, si sentivano quasi obbligati a far visita al muro, che era nel frattempo diventato anche una ricercata meta turistica.
Il muro deve il suo nome al fatto che, dopo la sua morte, John Lennon divenne un eroe pacifista per i giovani cechi e presto un suo ritratto fu dipinto sul muro assieme a parole delle sue canzoni. Nel 1988 il regime comunista guidato da Gustáv Husák tentò di screditare il significato del muro e dei suoi estimatori, dapprima definendo "Lennoniani" i seguaci del movimento pacifista ceco ritenuti violenti, alcolisti, psicopatici e "paladini del capitalismo", nonché ridipingendolo numerose volte, provvedimento che si rivelò del tutto inutile, poiché ogni volta che il muro veniva imbiancato, esso veniva prontamente ricoperto da nuove scritte e nuovi disegni.

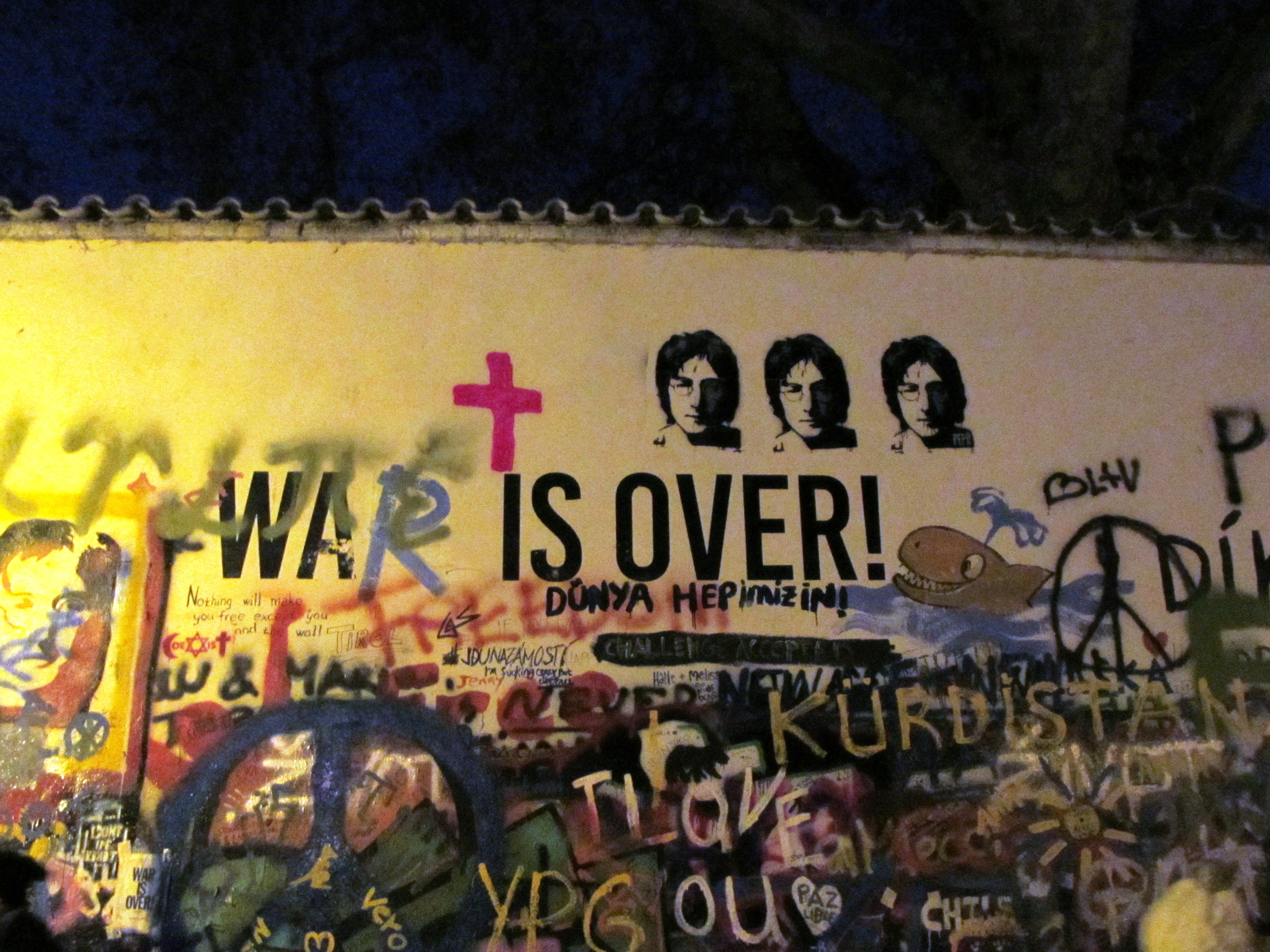
"War is over" sul muro di John Lennon

Il muro è di proprietà dei Cavalieri di Malta, che permettono tutt'oggi che esso sia dipinto e scritto e si trova in  Velkopřevorské náměstí (piazza del Gran Priorato) nella Malá Strana a Praga. Nel mese di novembre del 2014 alcuni artisti di strada hanno imbiancato il muro di Lennon, coprendo così tutti i disegni colorati. Sulla parete bianca è stato scritto "The wall is over" per ricordare la caduta del muro di Berlino, presto modificato in "The war is over".